# Angophora bakeri
Espèce
Répartition géographique
Angophora bakeri, connu sous le nom de narrow-leaved apple en anglais, est une espèce de plantes à fleurs de la famille des Myrtaceae. C'est un buisson ou un petit arbre endémique de l'est de l'Australie. Il atteint une taille comprise entre deux et dix mètres de haut sur des sols sableux secs. Il a été nommé en l'honneur de Richard Thomas Baker. Les feuilles sont fines et lancéolées, mesurant 6 à 10 cm de long pour 0,5 à 1 cm de large.
Récemment, des travaux sur la génétique d'Angophora ont été publiés et ont montré que ce genre était plus proche du genre Eucalyptus que du genre Corymbia, et le nom Eucalyptus angustata a même été proposé pour l'espèce si elle devait être changée de genre.

## Liste des sous-espèces
Selon Catalogue of Life (6 août 2013) :
- sous-espèce Angophora bakeri subsp. bakeri
- sous-espèce Angophora bakeri subsp. paludosa

Selon World Checklist of Selected Plant Families (WCSP) (6 août 2013) :
- Angophora bakeri C.C.Hall (1913)

Selon Tropicos (6 août 2013) (Attention liste brute contenant possiblement des synonymes) :
- sous-espèce Angophora bakeri subsp. bakeri
- sous-espèce Angophora bakeri subsp. crassifolia G.J. Leach
- sous-espèce Angophora bakeri subsp. paludosa G.J. Leach